# Chaetosargus seitzi
Chaetosargus seitzi är en tvåvingeart som först beskrevs av Lindner 1928.  Chaetosargus seitzi ingår i släktet Chaetosargus och familjen vapenflugor. Inga underarter finns listade i Catalogue of Life.